# Gaspard Théodore Ignace de la Fontaine

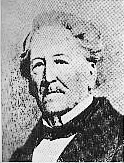
Théodore de la Fontaine

Gaspard-Théodore-Ignace de la Fontaine (* 6. Januar 1787 in Luxemburg; † 11. Februar 1871 ebenda) war der erste Regierungschef des Großherzogtums Luxemburg, das in Personalunion mit dem auch Belgien umfassenden Königreich der Vereinigten Niederlande verbunden war.
Von 1807 bis 1810 studierte de la Fontaine Rechtswissenschaft in Paris und ließ sich im selben Jahr als Anwalt in der Stadt Luxemburg nieder. 1816 wurde er Mitglied der États provinciaux. Als die Belgische Revolution ausbrach, stand er auf Seiten von Wilhelm I. und wurde in die Regierungskommission berufen, die die Stadt Luxemburg kontrollierte.
Von 1841 bis 1848 war er Gouverneur des Großherzogtums. Am 1. August 1848 wurde er der erste Regierungspräsident Luxemburgs und war gleichzeitig für die Bereiche Außenbeziehungen, Justiz und Kultur zuständig. Bereits am 2. Dezember 1849 stürzte die Regierung. De la Fontaine war zwischen 1849 und 1851 Mitglied des Gemeinderats der Stadt Luxemburg, 1857 wurde er zum ersten Präsidenten des neu gegründeten Staatsrates ernannt, den er 11 Jahre lang leitete.
Er war Mitglied der Académie royale des Sciences, des Lettres et des Beaux-Arts de Belgique.

## Die Söhne
Edmond de la Fontaine, genannt „Dicks“,  war Jurist und Autor von Komödien, Gedichten und Liedern in luxemburgischer Sprache. Die beiden anderen Söhne waren der Botaniker Léon de la Fontaine und der Zoologe Alphonse de la Fontaine.